# Parus Business Centre
Il Parus Business Centre (Бізнес Центр «Парус») è un grattacielo situato a Kiev in Ucraina.
L'edificio, che viene utilizzato per ospitare uffici, si trova proprio nel centro della città, tra Mechnikova St. e Lesi Ukrainky Blvd. La costruzione dell'edificio è iniziata nel 2004 e si è conclusa nel febbraio 2007.
Dal termine della costruzione è stato l'edificio più alto di Kiev e dell'Ucraina, primato detenuto fino al 2012 quando è stato superato dal Gulliver.